# Stängelloses Leimkraut
Das Stängellose Leimkraut (Silene acaulis), bekannt auch als Polsternelke, ist eine Pflanzenart aus Gattung der Leimkräuter (Silene) innerhalb der Familie der Nelkengewächse (Caryophyllaceae).

## Beschreibung

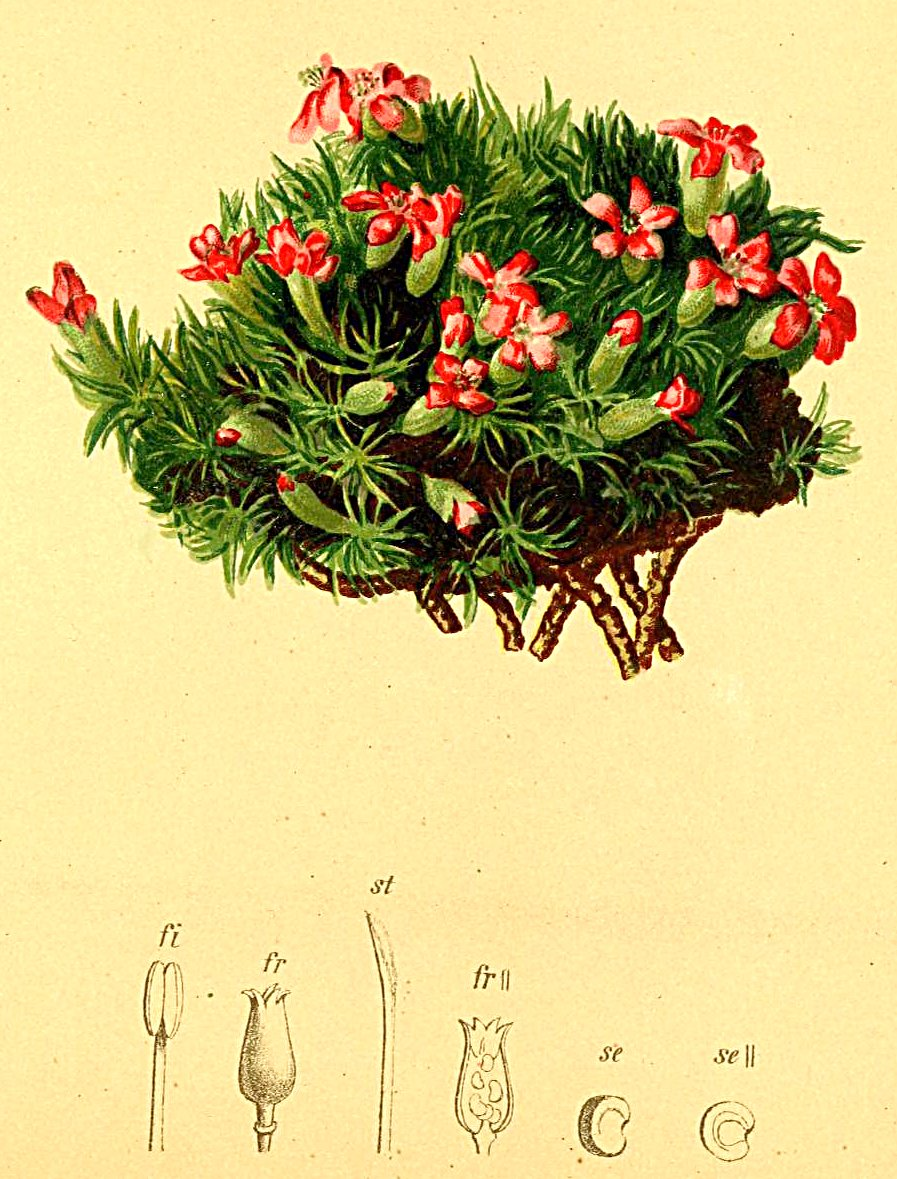
Illustration in Atlas der Alpenflora

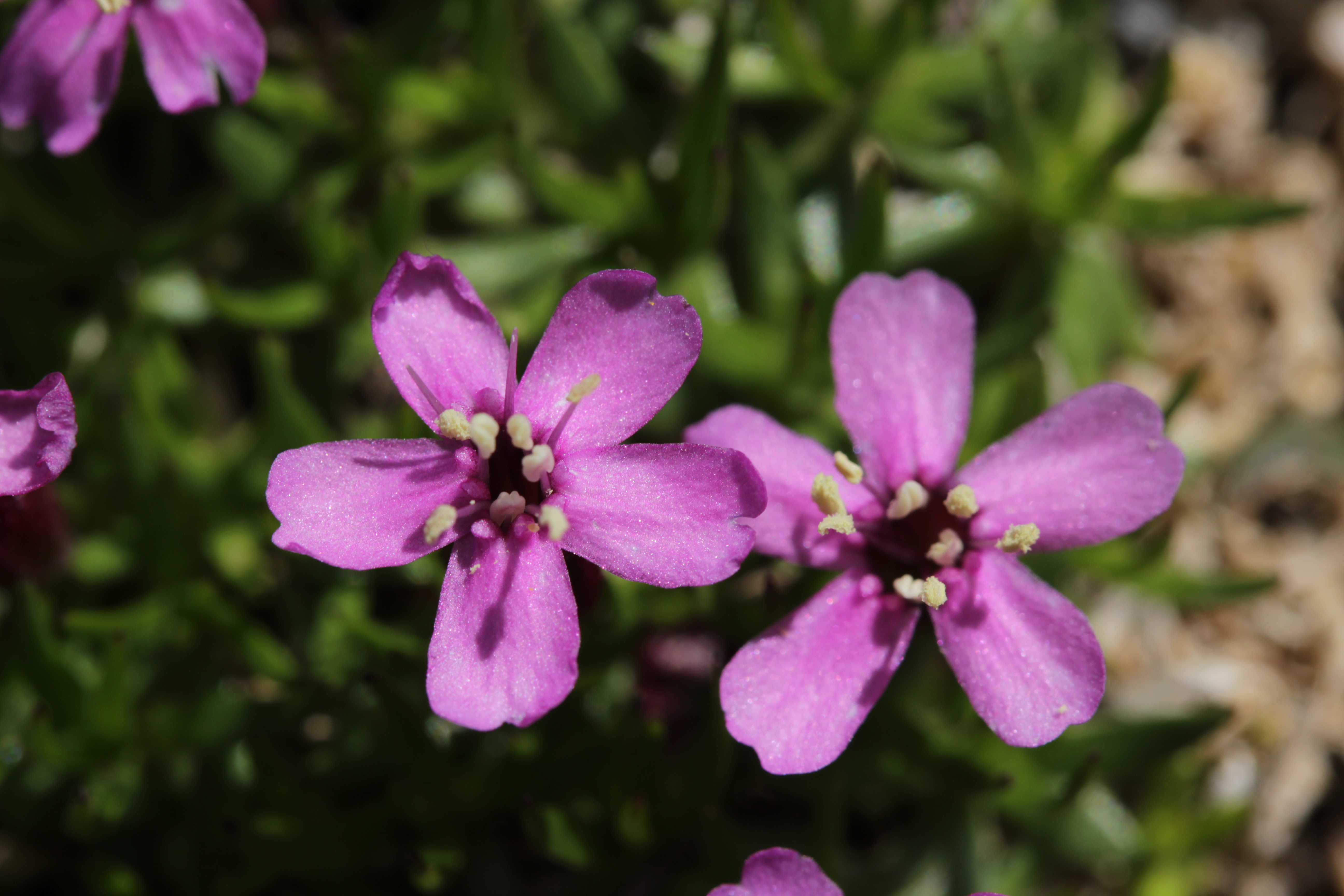
Einzelne Blüten

### Vegetative Merkmale
Das Stängellose Leimkraut ist eine ausdauernde krautige Pflanze, die in dichten, nur bis 3 Zentimeter hohen Polstern wächst. Die kurzen Stängel sind dachziegelartig beblättert. Die ledrigen Laubblätter sind bei einer Länge von 5 bis 12 Millimetern linealisch, am Grund scheidig verbunden und am Rand bewimpert.

### Generative Merkmale
Die Blütezeit reicht von Juni bis September. Die endständigen Blüten sind mit einer Länge von bis zu 3 Zentimeter kurz gestielt.
Die zwittrigen Blüten sind bei einem Durchmesser von 15 bis 25 Millimetern radiärsymmetrisch und fünfzählig. Die fünf 6 bis 10 Millimeter langen Kelchblätter sind auf einer Länge von einem Drittel bis zur Hälfte zu einer Kelchröhre verwachsen. Der Kelch ist am Grund verschmälert, besitzt zehn Nerven und endet in fünf Kelchzähnen. Die blass- bis purpurroten Kronblätter sind häufig leicht ausgerandet und besitzen im Schlund meist zweihöckrige, 6 bis 14 Millimeter lange Schuppen. Jede Blüte enthält drei Griffel.
Die kurz gestielte Kapselfrucht hat sechs aufrechte oder abstehende Zähne und bis zu doppelt so lang wie der Kelch und enthält 4 bis 19 Samen. Die großen Samen sind bei einer Länge von etwa 1 Millimeter nierenförmig und mit Buckelreihen besetzt.
Die Chromosomenzahl beträgt 2n = 24.

## Ökologie
Beim Stängellosen Leimkraut handelt es sich um einen Chamaephyten. Das Stängellose Leimkraut dringt mit einer bis zu 130 Zentimeter langen Wurzel tief in das Gestein ein. Durch den gedrungenen Wuchs erzeugt das Stängellose Leimkraut im Polster ein eigenes Mikroklima und ist somit gut an extreme Verhältnisse angepasst. Der Polster kann bis zu 2 Meter breit und 100 Jahre alt werden. Die Triebspitzen der Kissen sind nur an der Oberfläche grün, im Inneren sind die Blätter abgestorben und produzieren so Eigenhumus, der von sprossbürtigen Feinwurzeln durchzogen wird.

## Vorkommen
Die mehreren Unterarten sind auf der Nordhalbkugel weitverbreitet. In Europa besiedelt es einerseits im Süden die Gebirge vom Kantabrischen Gebirge und den Pyrenäen über die Alpen und Apenninen bis zu den Dinariden und Karpaten, andererseits ist es im Norden in Gebirgen und Tundrengebieten von Island und Großbritannien über Spitzbergen und Skandinavien bis zum Nordural verbreitet. In Nordamerika besiedelt diese Art die Tundrengebiete Grönlands und Kanadas und die Gebirge im Westen des Kontinents, nach Süden in den küstennahen Gebirgen bis nach Oregon, im Landesinneren bis Arizona und New Mexico. An der Ostküste kommt das Stängellose Leimkraut von Neufundland bis nach New Hampshire vor.
Das Stängellose Leimkraut ist pflanzensoziologisch überregional eine Charakterart der Klasse Carici-rupestris-Kobresietea, kommt aber auch in Pflanzengesellschaften der Klasse Seslerietea oder Caricetea curvulae vor.
Das Stängellose Leimkraut ist in den Alpen in Höhenlagen von 1500 bis 3600 Metern anzutreffen. Die Unterart Gewöhnliches Stängelloses Leimkraut (Silene acaulis subsp. acaulis) bevorzugt steinige Weiden, Felsen und Grate auf Kalk und Dolomit und die Unterart Kieselliebendes Stängelloses Leimkraut (Silene acaulis subsp. exscapa) ganz ähnliche Standorte auf Silikatgestein.

## Systematik

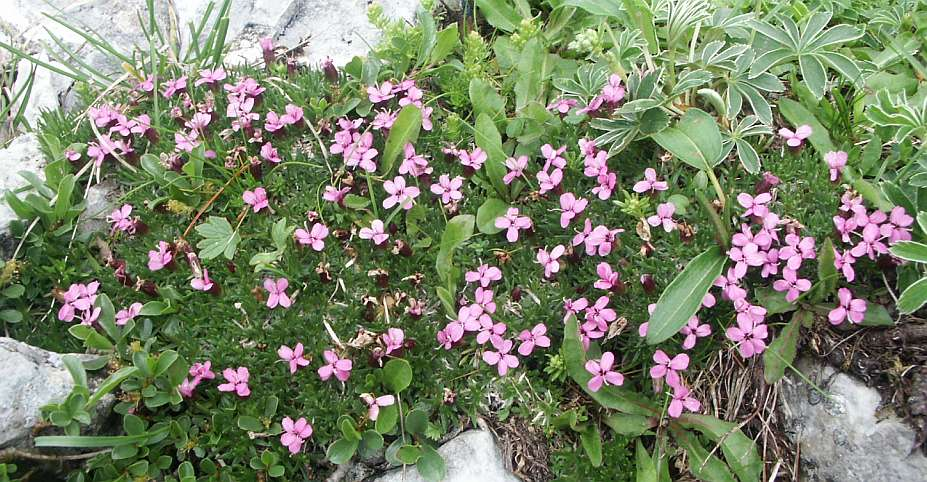
Gewöhnliches Stängelloses Leimkraut (Silene acaulis subsp. acaulis)

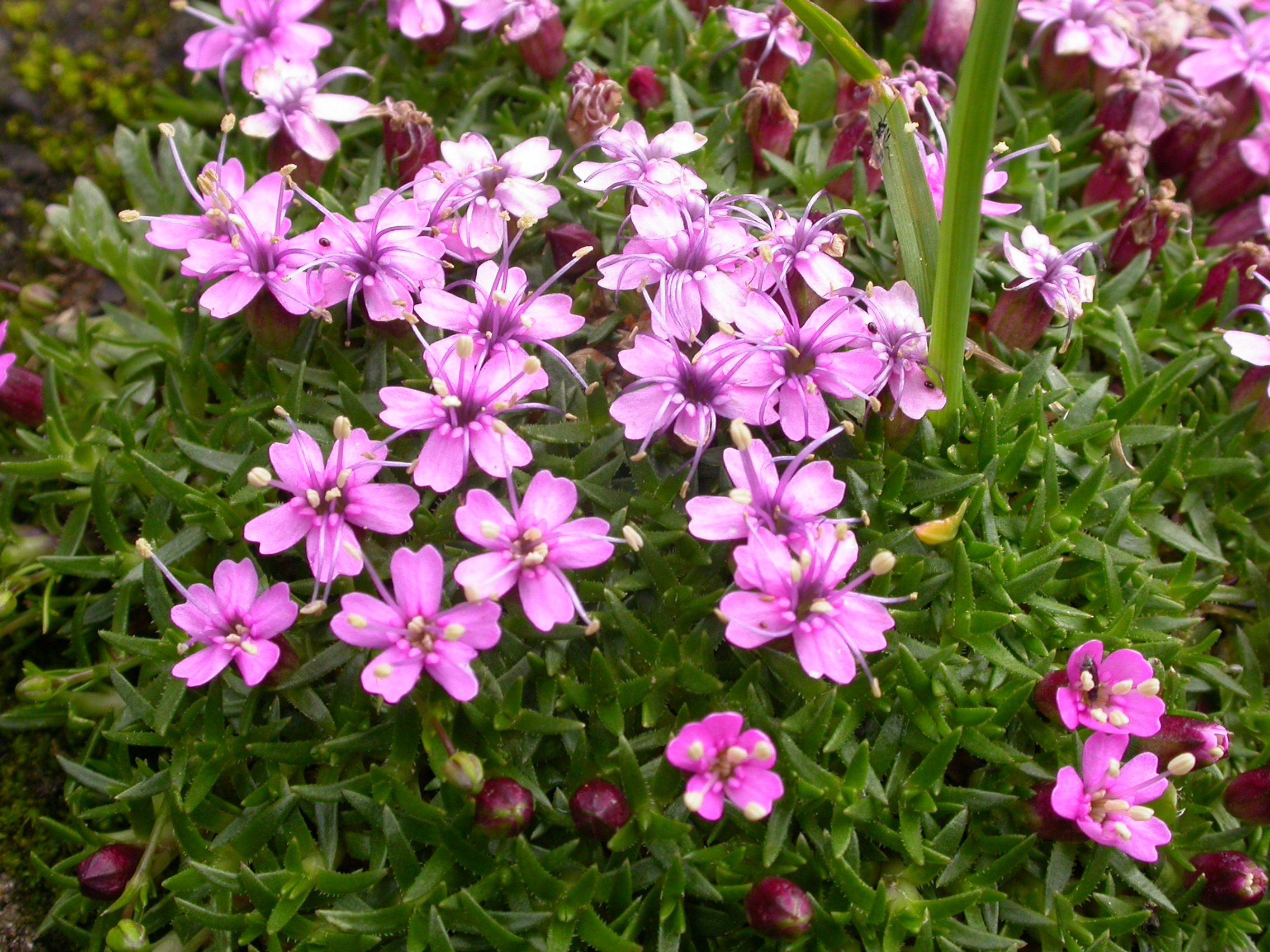
Kieselliebendes Stängelloses Leimkraut (Silene acaulis subsp. exscapa)

### Taxonomie
Die Erstveröffentlichung erfolgte 1753 unter dem Namen (Basionym) Cucubalus acaulis Carl von Linné in Species Plantarum, Tomus I Band 1, Seite 415. Die Neukombination zu Silene acaulis (L.) Jacq. wurde 1762 durch Nikolaus Joseph Freiherr von Jacquin in Enumeratio stirpium plerarumque, quae sponte crescunt in agro vindobonensi, montibusque confinibus Seite 78 und Seite 242 veröffentlicht.

### Subtaxa
Je nach Autor gibt es bei Silene acaulis unterschiedlich viele Unterarten oder Varietäten, beispielsweise:
- Gewöhnliches Stängelloses Leimkraut (Silene acaulis (L.) Jacq. subsp. acaulis, Syn.: Silene acaulis (L.) Jacq. var. acaulis, Silene acaulis subsp. longiscapa Vierh.). Die ökologischen Zeigerwerte nach Landolt et al. 2010 sind für diese Unterart in der Schweiz: Feuchtezahl F = 3 (mäßig feucht), Lichtzahl L = 5 (sehr hell), Reaktionszahl R = 4 (neutral bis basisch), Temperaturzahl T = 1 (alpin und nival), Nährstoffzahl N = 1 (sehr nährstoffarm), Kontinentalitätszahl K = 3 (subozeanisch bis subkontinental).[5]
- Kieselliebendes Stängelloses Leimkraut oder Kiesel-Polsternelke (Silene acaulis subsp. exscapa (All.) Braun-Blanq., Syn.: Silene bryoides Jordan; Silene acaulis subsp. bryoides (Jordan) Nyman, Silene norica (Vierh.) Dalla Torre & Sarnth.; Silene acaulis var. exscapa (All.) DC., Silene acaulis subsp. arctica Á.Löve & D.Löve, Silene exscapa All.). Bei dieser Unterart sind die Laubblätter 3 bis 6 Millimeter lang und aufrecht. Der Blütenstiel ist zur Blütezeit unter 2 Millimeter lang und schwach geflügelt.[1] Die Fruchtkapsel ist 3 bis 5 Millimeter lang und kaum länger als der Kelch. Die ökologischen Zeigerwerte nach Landolt et al. 2010 sind für diese Unterart in der Schweiz: Feuchtezahl F = 2 (mäßig trocken), Lichtzahl L = 5 (sehr hell), Reaktionszahl R = 2 (sauer), Temperaturzahl T = 1 (alpin und nival), Nährstoffzahl N = 1 (sehr nährstoffarm), Kontinentalitätszahl K = 4 (subkontinental).[6]
- Silene acaulis subsp. subacaulescens (F.N.Williams) Hultén (Syn.: Silene acaulis var. subacaulescens (F.N.Williams) Fernald & H.St.John): Sie ist vom westlichen Kanada bis zu den westlichen und zentralen USA verbreitet.[4]

## Belege
1. 1 2 3 4 5 6 7 8 9 10 11  
Hans-Christian Friedrich: Familie Caryophyllaceae. In: Gustav Hegi: Illustrierte Flora von Mitteleuropa. 2. Auflage Band III, Teil 2, S. 1068, 1118–1126. Verlag Paul Parey, Berlin, Hamburg 1979, ISBN 3-489-60020-7.
2. 1 2  
Erich Oberdorfer: Pflanzensoziologische Exkursionsflora für Deutschland und angrenzende Gebiete. Unter Mitarbeit von Angelika Schwabe und Theo Müller. 8., stark überarbeitete und ergänzte Auflage. Eugen Ulmer, Stuttgart (Hohenheim) 2001, ISBN 3-8001-3131-5, S. 364.
3. ↑  
Stängelloses Leimkraut. In: BiolFlor, der Datenbank biologisch-ökologischer Merkmale der Flora von Deutschland.
4. 1 2  
Silene acaulis im Germplasm Resources Information Network (GRIN), USDA, ARS, National Genetic Resources Program. National Germplasm Resources Laboratory, Beltsville, Maryland. Abgerufen am 12. Oktober 2015.
5. ↑  
Silene acaulis (L.) Jacq. In: Info Flora, dem nationalen Daten- und Informationszentrum der Schweizer Flora. Abgerufen am 5. April 2021.
6. ↑  
Silene exscapa All. In: Info Flora, dem nationalen Daten- und Informationszentrum der Schweizer Flora. Abgerufen am 5. April 2021.